# Partido Parlamentarista Nacional
Partido Parlamentarista Nacional  foi uma sigla partidária brasileira que disputou sob registro provisório as eleições municipais do ano de 1992, sendo extinto logo em seguida. Utilizou o número 76.